# Hamada Takeshi
Takeshi Hamada (sinh ngày 21 tháng 12 năm 1982) là một cầu thủ bóng đá người Nhật Bản.

## Sự nghiệp câu lạc bộ
Takeshi Hamada đã từng chơi cho Cerezo Osaka, Sagan Tosu và Tokushima Vortis.